# Kate Magowan
Katie Victoria "Kate" Magowan es una actriz inglesa, más conocida por haber interpretado a Sadie Young en la serie EastEnders.

## Biografía
En abril del 2004 se casó con el actor y músico inglés John Simm, la pareja le dio la bienvenida a su primer hijo Ryan Simm el 13 de agosto de 2001 y a su primera hija Molly Simm el 9 de febrero de 2007.

## Carrera
En el 2007 apareció en la película Stardust donde interpretó a la princesa Una, la madre de Tristan Thorn (Charlie Cox) quien es encarcelada por la bruja Ditchwater (Melanie Hill).
En el 2010 prestó su voz para el videojuego GoldenEye 007 donde interpretó a Xenia Onatopp, papel interpretado en 1995 por la actriz Famke Janssen en la famosa película GoldenEye. Ese mismo año apareció como invitada en la serie policíaca The Bill donde interpretó a Emma Sorrel, anteriormente había aparecido por primera vez en la serie en 1999 donde interpretó a Paula Collins en el episodio "Sweet Sixteen" y en el 2001 a Merita Berisha durante el episodio "Promised Land".
El 5 de agosto de 2013 unió al elenco de la popular serie británica EastEnders donde interpretó a la empresaria Sadie Young, hasta el 21 de enero de 2014 después de que su personaje decidiera irse de Walford luego de descubrir que su esposo Jake Stone la había engañado con Lauren Branning.

## Filmografía

### Series de televisión
| Año           | Título            | Personaje        | Notas                    |
| ------------- | ----------------- | ---------------- | ------------------------ |
| 2015-presente | Spotless          | Sonny Clay       | 10 episodios             |
| 2013-2014     | EastEnders        | Sadie Young      | 41 episodios             |
| 2012          | Silent Witness    | Justine Thompson | 2 episodios              |
| 2011          | Exile             | Jane             | episodio # 1.1           |
| 2010          | The Bill          | Emma Sorrel      | 2 episodios              |
| 2009          | Primeval          | Eve              | 2 episodios              |
| 2008          | New Tricks        | Catherine Austin | episodio "Final Curtain" |
| 2003          | Manchild          | Melissa          | episodio # 2.1           |
| 2003          | Murder in Mind    | Eloise Duvall    | episodio "Echoes"        |
| 2000          | A Dinner of Herbs | Martha Bannaman  | 4 episodios - miniserie  |

### Películas
| Año  | Título                     | Personaje          | Notas |
| ---- | -------------------------- | ------------------ | --- |
| 2014 | Plastic                    | Detective Metcalfe | junto a Ed Speleers, Will Poulter, Alfie Allen, Sebastian de Souza, Emma Rigby & Thomas Kretschmann                    |
| 2013 | Barking at Trees           | Laura              | junto a Tommy Flanagan, Jessica Hynes, Bill Milner, Judith Godrèche & Tom Payne                                        |
| 2013 | The Fall of the Essex Boys | Emma               | junto a Robert Cavanah, Kierston Wareing, Peter Barrett, Jay Brown & Simon Phillips                                    |
| 2012 | Outside Bet                | Natalie Cheam      | junto a Vincent Regan, Bob Hoskins, Jenny Agutter, Lucy Drive & Montserrat Lombard                                     |
| 2012 | Elfie Hopkins              | Mrs. Gammon        | junto a Jaime Winstone, Aneurin Barnard, Rupert Evans, Steven Mackintosh & Ray Winstone                                |
| 2011 | Screwed                    | Danielle           | junto a James D'Arcy, Noel Clarke, Jamie Foreman & Ray Panthaki                                                        |
| 2011 | A Lonely Place to Die      | Jenny              | junto a Alec Newman, Ed Speleers, Melissa George & Sean Harris                                                         |
| 2010 | 4.3.2.1                    | Mrs. Richards      | junto a Ophelia Lovibond, Emma Roberts, Tamsin Egerton, Andrew Harwood Mills & Linzey Cocker                           |
| 2009 | Stowaway                   | Rose               | corto - junto a Josephine Butler, Charlie Gardner, Felicity Ingledew & Caroline Loncq                                  |
| 2008 | Tuesday                    | Angie              | junto a Philip Glenister, John Simm, Ashley Walters, Cristian Solimeno & Kevin McNally                                 |
| 2007 | Stardust                   | Princesa Una       | junto a Ian McKellen, Charlie Cox, Claire Danes, Sienna Miller, Henry Cavill, Ben Barnes, Melanie Hill & Peter O'Toole |
| 2006 | Devilwood                  | Rossetti           | corto - junto a John Simm, Dylan Brown & Marina Fiorato                                                                |
| 2006 | Kidulthood                 | Stella             | junto a Aml Ameen, Noel Clarke, Adam Deacon, Jaime Winstone, Femi Oyeniran & Nicholas Hoult                            |
| 2004 | It's All Gone Pete Tong    | Sonja Slowinski    | junto a Paul Kaye, Beatriz Batarda, Mike Wilmot & Neil Maskell                                                         |
| 2003 | Plunge: The Movie          | Lizzie             | junto a Alan McKenna, Tom Lovegrove & Kate Winslet                                                                     |
| 2002 | 24 Hour Party People       | Yvette             | junto a Steve Coogan, John Thomson, Paul Popplewell, Lennie James, Shirley Henderson & John Simm                       |
| 2002 | Nailing Vienna             | Denise             | junto a James Murray, Daniel O'Meara, Merryn Owen & Caprice Bourret                                                    |
| 2001 | Londinium                  | Claudia            | junto a Mike Binder, Colin Firth, Mariel Hemingway, Irène Jacob & Stephen Fry                                          |
| 2001 | Is Harry on the Boat?      | Carmen             | junto a Danny Dyer, Rik Young, Keith Allen, Daniela Denby-Ashe & Donna Grant                                           |
| 2000 | It Was an Accident         | Doctor Gray        | junto a Chiwetel Ejiofor, Max Beesley, Nicola Stapleton, Neil Dudgeon, Hugh Quarshie & Thandie Newton                  |

### Videojuegos
| Año  | Juego         | Personaje     | Notas                           |
| ---- | ------------- | ------------- | ------------------------------- |
| 2010 | GoldenEye 007 | Xenia Onatopp | prestó su voz para el personaje |
| 2002 | Blade II      | Doctora Grant | prestó su voz para el personaje |

### Teatro
| Año | Obra      | Notas |
| --- | --------- | ----- |
| -   | Top Girls | -     |